# Dâmbău
Dâmbău (węg. Küküllődombó) – wieś w Rumunii, w okręgu Marusza, w gminie Adămuș. W 2011 roku liczyła 1018 mieszkańców.